# Gunnebo (Unternehmen)
Die Gunnebo AB ist ein multinationales und börsennotiertes schwedisches Sicherheitsunternehmen mit Hauptsitz in Göteborg, das sich auf Sicherheitsprodukte hauptsächlich in den Bereichen Zugangskontrolle und sichere Aufbewahrung spezialisiert hat.
Das Unternehmen erzielte 2020 einen Jahresumsatz von 418 Millionen € und beschäftigte 3.800 Mitarbeiter.

## Geschichte
Gunnebo hat seine Wurzeln im Dorf Gunnebo in Südostschweden, wo Hans Hultman 1764 eine Schmiede gründete. Dieses kleine Unternehmen wuchs stetig bis zur Gründung von Gunnebo Bruks Nya AB im Jahr 1889. Dieses Unternehmen wurde später als Gunnebo Industries bekannt.
1991 wurde HIDEF Kapital AB von der schwedischen Regierung als eine von acht Risikokapitalgesellschaften gegründet, die mit Investitionen in schwedische Unternehmen beauftragt wurden, die unter der nationalen Finanzkrise litten. HIDEF wurde 1994 ein an der schwedischen Börse notiertes Unternehmen und nahm ein Jahr später den Namen einer seiner Akquisitionen, Gunnebo Industries, an, um Gunnebo AB (aktiebolag) zu werden.
Zu diesem Zeitpunkt begann Gunnebo mit einer Reihe größerer Akquisitionen und kaufte mehrere Unternehmen mit Fokus auf Sicherheit aus Sektoren wie Tresore, Bargeldmanagement, Eingangssicherheit und elektronische Sicherheit.
2005 wurden Gunnebo Industries und sein traditionelles Zaungeschäft von Gunnebo AB veräußert.
Im Jahr 2006 wurden die etwa 30 Akquisitionen, die zwischen 1994 und 2004 getätigt wurden, vollständig unter das Dach von Gunnebo gebracht, um Vertriebsgesellschaften in 29 verschiedenen Märkten rund um den Globus zu gründen. Als sich die Gruppe in Wachstumsmärkten entwickelte, wurden diese durch die Gründung oder Erwerb von Gunnebo Brasilien (2011), Gunnebo Malaysia (2011), Hamilton, USA (2012), Gunnebo Südkorea (2013) und Sallén, Spanien (2015) ergänzt.

## Gruppe
Die Gunnebo-Gruppe ist in 25 Ländern aktiv, hat 11 Produktionsstätten in 9 Ländern.  In Deutschland Gunnebo durch die Gunnebo Deutschland GmbH in Garching bei München vertreten. 2015 wurde Henrik Lange Geschäftsführer von Gunnebo. 2019 wurde er von Stefan Syrén abgelöst.

## Produkte
Gunnebo operiert in drei Geschäftsbereichen: Eingangskontrolle, Aufbewahrungssicherheit und Bargeld-Management. Hergestellt werden so u. a. Automaten und Tresore für Banken und den Handel sowie Sicherheitssysteme für den Objektschutz.